# Accidente del DC-4 de Lloyd Aéreo Boliviano en 1960
El 5 de febrero de 1960, un avión de pasajeros Douglas DC-4 de Lloyd Aéreo Boliviano (LAB) se encontraba en un vuelo regular desde la ciudad de Cochabamba hacia la ciudad de El Alto, La Paz, Bolivia. Minutos después, uno de sus motores se incendió, y el avión se estrelló sin control en la Laguna Huañacota, cerca de la ciudad de Cochabamba. Los 55 pasajeros y 4 tripulantes a bordo murieron.

## Accidente
Cinco minutos después de despegar del Aeropuerto Internacional Jorge Wilstermann de Cochabamba, a una altitud de 9.000 pies, el capitán Joaquin Lobos, informó al ATC que uno de los cuatro motores del avión se incendió. Posteriormente, el avión perdió el control y se estrelló en la Laguna Huañacota, una laguna de montaña ubicada aproximadamente a 15 kilómetros del Aeropuerto Jorge Wilstermann, Cochabamba. Fue el peor accidente de aviación en la historia de Bolivia en ese momento.El piloto, Cap. Joaquín Lobos era uno de los aviadores más experimentados de la aerolínea, reconocido internacionalmente por su experticia, especialmente en las montañas de Bolivia.

## Pasajeros
Una niña de dos años resultó gravemente herida y los otros 58 ocupantes murieron. Mientras era evacuada al hospital, la única superviviente murió a causa de sus heridas. Entre los pasajeros había cuatro familias.

## Causa
Se cree que es probable que el motor hubiera explotado debido a su excesivo aporte. En el momento del accidente, el peso total de la aeronave era mayor que el peso máximo permitido al despegue, lo que sigue siendo un factor que contribuye a la explosión del motor.